# یواس‌اس وانتا (وای‌تی-۳۸۴)
یواس‌اس وانتا (وای‌تی-۳۸۴) (به انگلیسی: USS Waneta (YT-384)) یک کشتی بود که طول آن ۱۰۱ فوت ۰ اینچ (۳۰٫۷۸ متر) بود. این کشتی در سال ۱۹۴۳ ساخته شد.